# تیراندازها (فیلم ۲۰۰۱)
«تیراندازها» (انگلیسی: Shooters (2001 film)) فیلمی در ژانر جنایی و درام است که در سال ۲۰۰۱ منتشر شد.